# Für immer hier
Für immer hier (Originaltitel: Ainda estou aqui; internationaler Titel: I’m Still Here) ist ein Spielfilm von Walter Salles aus dem Jahr 2024. Das Drama stellt die brasilianische Politikergattin Eunice Paiva in den Mittelpunkt, die sich während der Militärdiktatur auf die Suche nach ihrem 1971 verschwundenen Ehemann Rubens begibt. Jahrzehnte später wird es Gewissheit, dass er zu den „Desaparecidos“ gehört, tausenden von unschuldigen Bürgern, die verhaftet oder entführt und anschließend gefoltert und ermordet wurden. In der Zwischenzeit erfindet sich die zuvor unpolitische Eunice neu, hält ihre Familie zusammen und bildet sich zur Menschenrechtsanwältin weiter.
Bei Für immer hier handelt es sich um die Verfilmung des gleichnamigen autobiografischen Buches von Marcelo Rubens Paiva, dem Sohn von Rubens und Eunice Paiva. In der brasilianisch-französischen Koproduktion übernahmen Fernanda Torres, Selton Mello und Fernanda Montenegro die Hauptrollen. Der Film wurde Anfang September 2024 beim Festival von Venedig uraufgeführt und mehrfach preisgekrönt. Internationale Kritiker rezensierten den Film beinahe ausnahmslos positiv, priesen die Schauspielleistung von Hauptdarstellerin Torres und würdigten Salles’ Regiearbeit als wichtiges Werk zur historischen Vergangenheitsbewältigung. Fernanda Torres gewann im Jahr 2025 den Golden Globe Award. Im selben Jahr folgte der Oscar in der Kategorie Bester internationaler Film sowie zwei weitere Nominierungen für den besten Film und die beste Hauptdarstellerin. Aus kommerzieller Sicht wurde Für immer hier zur erfolgreichsten brasilianischen Produktion seit der COVID-19-Pandemie.
Ein regulärer Kinostart in Deutschland fand ab 13. März 2025 statt.

## Handlung
Rio de Janeiro im Dezember 1970: Der Ingenieur Rubens Paiva führt mit seiner Familie ein idyllisches Leben in einer gemieteten kleinen Stadtvilla am Strand von Leblon. Er ist mit Eunice verheiratet und Vater von fünf Kindern im Alter zwischen 8 und 17 Jahren: den Töchtern Veroca („Vera“), Eliana, Nalu, Babiu und dem einzigen Sohn Marcelo. Rubens saß einst für die Arbeiterpartei PTB in der brasilianischen Abgeordnetenkammer und lebte zeitweise im Exil, nachdem sich das Militär im Jahr 1964 an die Macht geputscht hatte. Die Familie empfängt regelmäßig Freunde in ihrem Haus und es werden angeregte politische Diskussionen geführt. Rubens unterstützt heimlich Verfolgte des Regimes und deren Familien und leitet Briefe weiter, lehnt aber gewaltsamen Widerstand ab. Seine Aktivitäten hält er vor Eunice und den Kindern weitgehend geheim.
Als bewaffnete Mitglieder der linksrevolutionären Nationalen Befreiungsallianz (ALN) auf Rios Straßen den Schweizer Botschafter Giovanni Enrico Bucher entführen, wird die politische Lage zunehmend bedrohlicher. Es kommt in der Folge zu Kontrollen und Verhaftungen. Vera, die kurz vor dem Wechsel zur Universität steht, gerät auf dem Rückweg vom Kino gemeinsam mit ihren Freunden in eine gewaltsame Ausweiskontrolle durch Militärangehörige. Kurze Zeit später arrangieren Rubens und Eunice, dass ihre politisch interessierte älteste Tochter das befreundete Ehepaar Gasparian auf einen längeren Aufenthalt nach London begleitet.
Im Januar 1971 ändert sich das Leben von Eunice und ihren Kindern schlagartig, als Rubens von bewaffneten Regierungsbeamten abgeholt wird. Er wird dazu aufgefordert, bei den Behörden eine Aussage zu hinterlegen. Drei der Beamte verbleiben im Haus der Paivas, ehe Eunice und ihre zweitjüngste Tochter Eliana ebenfalls für kurze Zeit inhaftiert und verhört werden. Eliana muss eine Nacht, Eunice zwölf Tage allein in einer Zelle verbringen. Eunice soll Freunde und Arbeitskollegen von Rubens belasten, die linker Aktivitäten beschuldigt werden. Sie bestreitet alles und kann nur Martha, eine frühere Lehrerin ihrer Kinder, auf ihr vorgelegten Fotos wiedererkennen.
Als Eunice aus dem Gefängnis entlassen wird, will sie in Erfahrung bringen, was mit Rubens geschehen ist. Gefälschte Zeitungsberichte behaupten, dass er ins ausländische Exil geflohen sei. Auch wird das Haus der Paivas beschattet und der Familienhund überfahren. Eunice und ihre Freunde befürchten das Schlimmste. Sie strengt mit Hilfe des Anwalts Lino Machado ein Verfahren auf Haftprüfung an. Weitere Details erfährt sie über den gemeinsamen Freund Baby Bocayuva und Martha. Die Lehrerin war mit Rubens inhaftiert und fertigt trotz großer Angst einen detaillierten Bericht über ihre Erlebnisse an. Über den befreundeten Journalisten Felix erfährt Eunice, dass Rubens tot ist, aber sich die Behörden weigern, es offiziell zu machen. Ausländische Medien berichten ausführlich über den Fall. Aufgrund begrenzter finanzieller Mittel muss Eunice ihre Haushälterin Zezé entlassen und ein wertvolles Baugrundstück verkaufen, auf dem Rubens ein Eigenheim für die Familie geplant hatte. Die Paivas verlassen schließlich Rio de Janeiro und ziehen zur Großmutter und den Cousins nach São Paulo.
1996, 25 Jahre später, ist aus der früher unpolitischen Hausfrau Eunice eine studierte Juristin, Aktivistin und Menschenrechtsanwältin geworden. Sie erhält von der mittlerweile demokratisch gewählten brasilianischen Regierung die offizielle Bestätigung, dass ihr Ehemann gefoltert und ermordet wurde. Eunice mutet es vor der versammelten Presse seltsam an, dass sie mit Erhalt seines Totenscheins Erleichterung verspürt. Im Jahr 2014 leidet Eunice an einer fortgeschrittenen Alzheimer-Erkrankung und sitzt im Rollstuhl. Während einer Familienfeier wird sie auf einen Fernsehbeitrag aufmerksam, der die Wahrheitskommission und Rubens Verschwinden zum Thema hat. Eunice stirbt 2018 im Alter von 89 Jahren, ohne dass ihrem toten Ehemann juristische Gerechtigkeit widerfahren ist.

## Entstehungsgeschichte

### Drehbuch und Besetzung der Hauptrollen

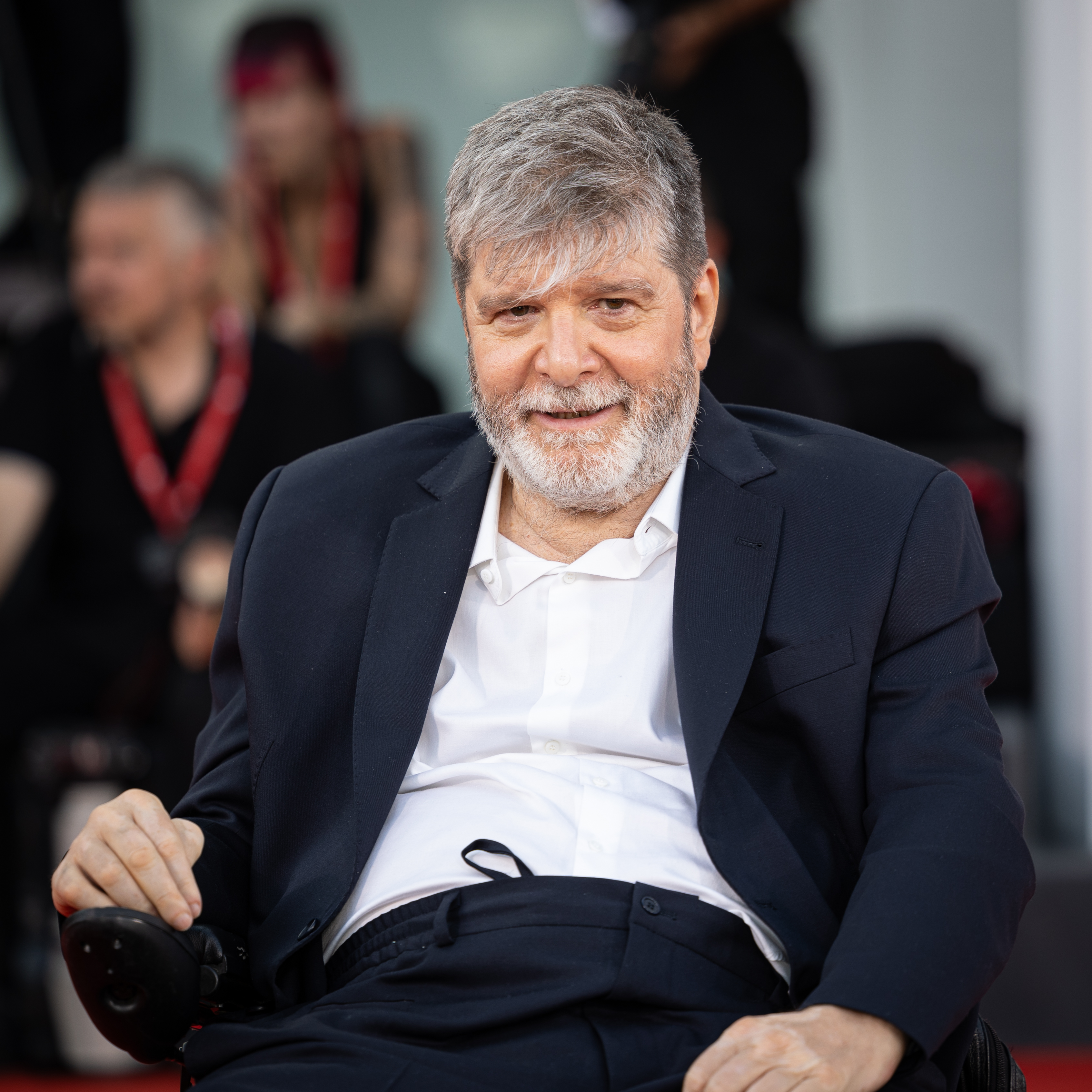
Marcelo Rubens Paiva, Autor der Buchvorlage, bei der Präsentation des Films in Venedig (2024)

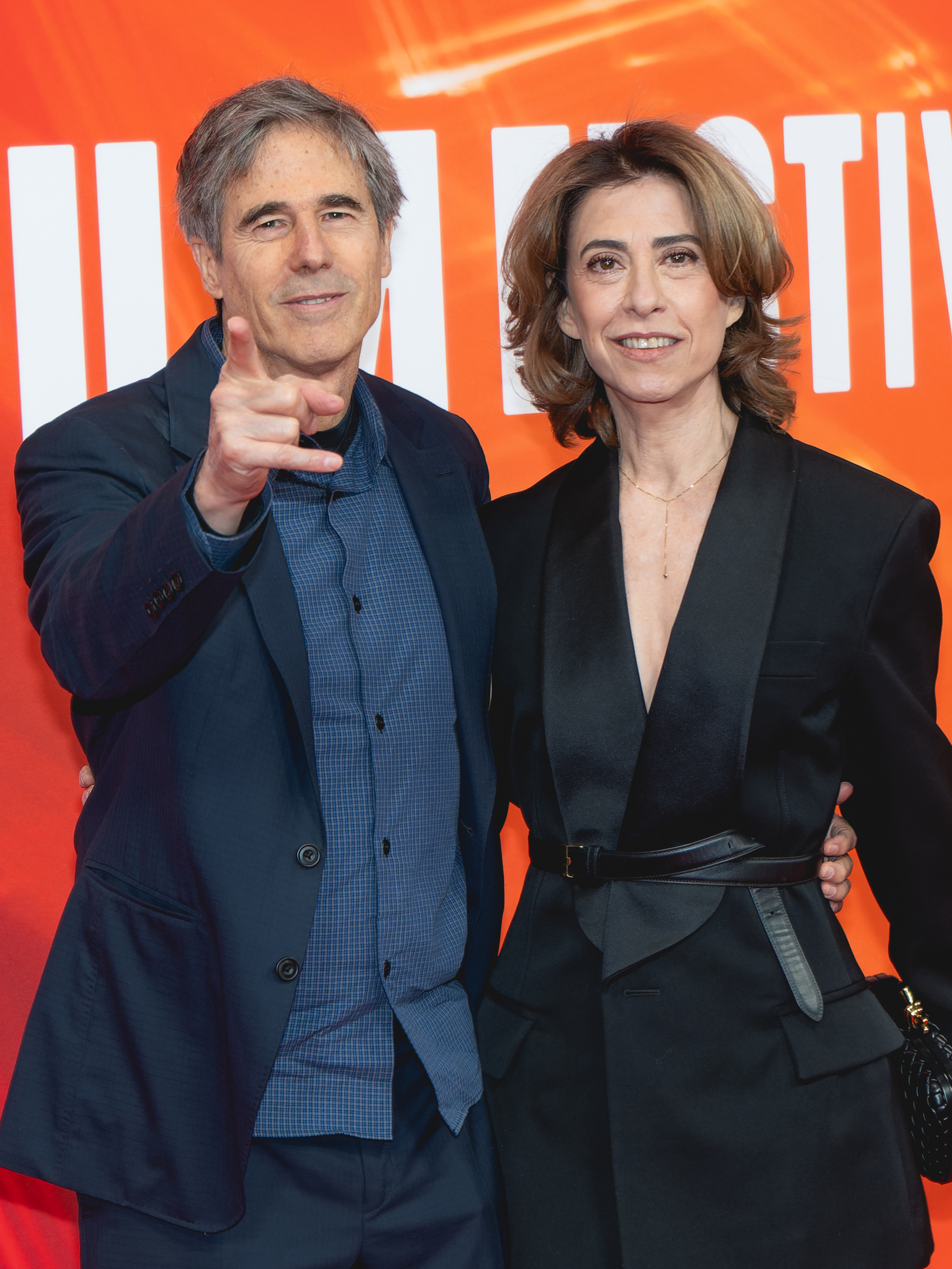
Walter Salles und Fernanda Torres beim London Film Festival 2024

Für immer hier ist der zehnte Kinospielfilm des brasilianischen Regisseurs Walter Salles und der erste seit On the Road – Unterwegs (2012). Das Drehbuch von Murilo Hauser und Heitor Lorega basiert auf dem 2015 erschienenen Buch Ainda estou aqui von Marcelo Rubens Paiva über das Schicksal seiner Eltern. Salles kannte die Familie persönlich, war mit den Paiva-Kindern befreundet und verbrachte oft Zeit in ihrem Zuhause. Bei der Lektüre von Paivas Buch hätte er sich in Eunice Paiva „verliebt“. Marcelo Paiva hätte in seinem Buch entdeckt, „dass seine Mutter wirklich das Herz der Familie“ gewesen sei, so Salles.
Sieben Jahre lang wurde an der Realisierung des Filmprojekts gearbeitet. Salles verpflichtete für die Hauptrolle von Eunice Paiva Fernanda Torres, während Fernanda Montenegro als gealterte Protagonistin am Ende des Films zu sehen ist. Die beiden brasilianischen Schauspielerinnen sind im wirklichen Leben Mutter und Tochter. Mit ihnen hatte Salles zuletzt jeweils einzeln an seinen preisgekrönten Spielfilmen Mitternacht und Central Station (beide 1998) zusammengearbeitet. Laut Hauptdarstellerin Torres war Eunice Paiva „eine Frau, die sich der Tragödie stellte, die das Melodram vermied. Sie wollte nicht mit ihrer Familie auf der Straße weinen. Sie wollte nicht, dass ihre Kinder Opfer der Diktatur werden. Und sie beschloss dies zu tun, indem sie schwieg und lächelte“. Für immer hier stellte laut Torres einen Wendepunkt in ihrer Karriere dar. Die letzten Jahre war sie überwiegend mit komödiantischen Rollen in brasilianischen Serien vertreten gewesen. Mit Salles kehrte sie zum „impressionistischen“ Kino zurück, wobei der Regisseur auf nüchterne Dialoge und eine zurückgenommene Darstellung Wert legte, um der echten Eunice nahe zu kommen. Für Torres war es eine Herausforderung, in ihrem Spiel den Grundsatz „weniger ist mehr“ zu folgen. Salles verzichtete darauf, brutale Folterszenen explizit zu zeigen. Auch alle Szenen, in denen Torres’ Figur weinte, gelangten nicht in die finale Schnittfassung des Films. Die Schauspielerin habe eigenen Angaben zufolge nie zuvor auf eine so zurückhaltende Art gespielt. „Wenn Sie Ihre Emotionen unter Kontrolle halten, explodieren sie auf ehrliche Weise. Dadurch kamen Feinheiten zum Vorschein, die ich in der Schauspielerei noch nie erlebt hatte. Dieser Grad an Realismus und Ehrlichkeit war größtenteils Walters [Salles‘] Handschrift und seiner Sensibilität zu verdanken“, so Torres.
Für den Part des Rubens Paiva wurde Selton Mello besetzt, der erstmals unter der Regie von Salles agierte. 

### Weiterer Filmstab und Bezüge zur Gegenwart
Als Kameramann bei den Dreharbeiten fungierte Adrian Teijido. Er nutze 35-mm-Film sowie für zusätzliche Sequenzen, bei denen die Figuren selbst mit einer Kamera agierten, 8-mm-Film. Der „körnige Look“ der Bilder sollte an die politisch turbulenten 1970er-Jahre erinnern. Affonso Gonçalves und Warren Ellis zeichneten für den Schnitt beziehungsweise die Filmmusik verantwortlich. Während der Entstehung des Films kam es in Brasilien zur Präsidentschaft von Jair Bolsonaro (2019–2022), dessen Regierungszeit Salles an die dystopische Militärdiktatur in den 1970er-Jahren erinnerte, über die Für immer hier handelt.

„In dem Film ging es plötzlich nicht mehr um die 1970er-Jahre. Es ging um den Moment, was auf den Straßen geschah, während wir an dem Film arbeiteten. Und wenn ich sehe, was in Ungarn passiert, was demnächst vielleicht wieder in den USA passiert, was an so vielen verschiedenen Orten in der Welt passiert. Es ist eine Zeit der Angst, in der wir leben.“

### Synchronisation
Die deutschsprachige Synchronisation entstand nach dem Dialogbuch von Katharina Lange unter der Dialogregie von Iris Artajo für die EuroSync GmbH.
| Rollen (Auswahl) | Darsteller                | Synchronsprecher      |
| ---------------- | ------------------------- | --------------------- |
| Eunice Paiva     | Fernanda Torres           | Aline Staskowiak      |
| Rubens Paiva     | Selton Mello              | Nico Mamone           |
| Marcelo (jung)   | Guilherme Silveira        | Malik Arendt          |
| Zezé             | Priscilla Helena da Silva | Laura Sophia Landauer |
| Dr. Schneider    | Luiz Bertazzo             | Peter Sura            |

## Rezeption

### Veröffentlichung und Einspielergebnis
Für immer hier wurde in die Programme von drei bedeutenden Herbst-Filmfestivals aufgenommen. Die Premiere erfolgte am 1. September 2024 beim 81. Filmfestival von Venedig, wo das Werk in den Hauptwettbewerb eingeladen worden war. Das Premierenpublikum soll Salles’ Regiearbeit insgesamt 10 Minuten Applaus gespendet haben. In Nordamerika wurde Für immer hier erstmals im September 2024 beim 49. Toronto International Film Festival (TIFF) gezeigt. Dort war der Film in die Sektion Special Presentations aufgenommen worden. Im Oktober 2024 folgt eine Präsentation auf dem New York Film Festival. Für immer hier wurde in die Programme weiterer Filmfestivals aufgenommen, darunter von San Sebastián (September), vom American Film Institute (AFI Fest), von Chicago, London, Rio de Janeiro, São Paulo, der Viennale und von Zürich (jeweils Oktober). Im November wurde der Film beim Tallinn Black Nights Film Festival gezeigt und im Rahmen der Reihe The Contenders auf den Spielplan des Museum of Modern Art gesetzt. Anfang Januar 2025 gelangte Für immer hier auch in die Auswahl des Palm Springs International Film Festival.
In Brasilien wurde der Film erstmals vom Cine Glauber Rocha in Salvador ins Programm genommen, wo Für immer hier zwischen dem 19. und 25. September 2024 zweimal täglich gezeigt wurde. Ein landesweiter Kinostart fand ab 7. November 2024 statt. Bis Anfang März 2025 wurden in Brasilien 5,2 Millionen Kinokarten für den Film verkauft und Für immer hier erreichte ein Einspielergebnis von 105 Millionen Real (circa 16,8 Millionen Euro). Damit entwickelte sich Salles’ Regiearbeit zur kommerziell erfolgreichsten brasilianischen Produktion seit der COVID-19-Pandemie. Eine Kinoauswertung in Brasilien soll bis 2. April 2025 erfolgen. Vier Tage später soll der Film ins Streaminangebot von Globoplay aufgenommen werden.
Ein regulärer Kinostart in Deutschland fand ab 13. März 2025 im Verleih von DCM Filmdistribution statt. Bereits Anfang des Monats war der Film als Preview in der brasilianisch-portugiesischen Originalfassung in deutschen Großstädten gezeigt worden, kurz vor beziehungsweise nach der Oscarverleihung.
Bis Mitte März 2025 erzielte Für immer hier ein weltweites Einspielergebnis von über 35 Millionen US-Dollar (circa 32,1 Millionen Euro).

### Kritiken

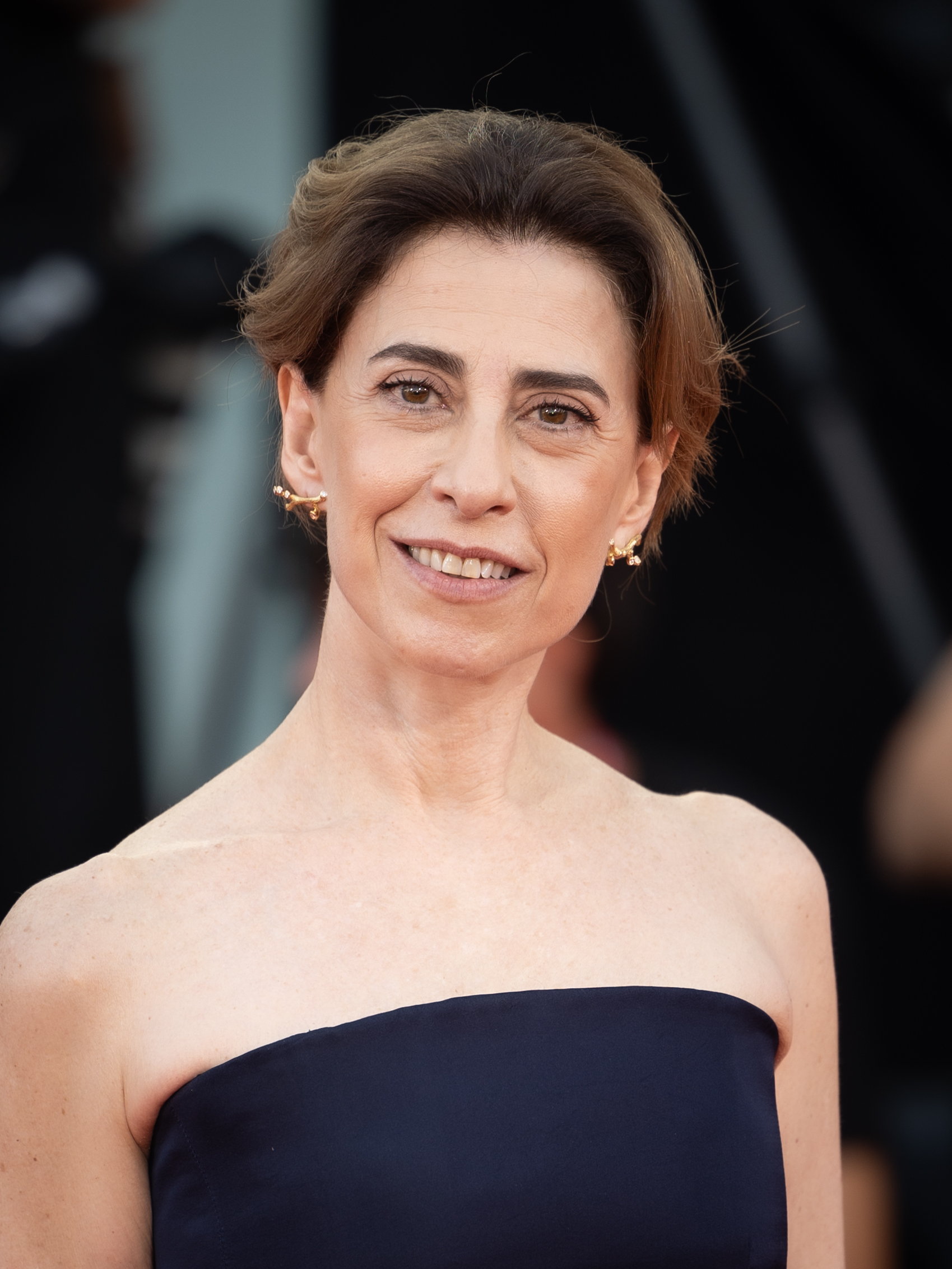
Fernanda Torres, die die weibliche Hauptrolle übernahm, bei der Uraufführung in Venedig

Auf der Website Metacritic erhielt Für immer hier eine Bewertung von 85 von 100 möglichen Punkten, basierend auf mehr als 40 ausgewerteten englischsprachigen Kritiken. Dies entspricht „einhelligem Beifall“ („universal acclaim“) und es wurde eine eindeutige Filmempfehlung („must-see“) ausgesprochen. Von den auf der Website Rotten Tomatoes nach der Premiere aufgeführten rund 180 Kritiken sind 97 Prozent positiv („fresh“) und führen zu einer Durchschnittswertung von 8,2 von 10 möglichen Punkten. Der dortige Konsens der gelisteten Rezensenten befand, dass der Film von „Fernanda Torres’ großartiger Schauspielleistung“ getragen werde. Für immer hier untersuche „auf ergreifende Weise den Aufruhr einer Nation anhand der Suche einer Familie nach Antworten“.
Auch deutschsprachige Kritiker rezensierten den Film ausnahmslos positiv, stellten die Leistung von Hauptdarstellerin Torres heraus und würdigten Für immer hier als herausragendes Werk zur historischen Vergangenheitsbewältigung in Brasilien sowie Lateinamerika.
Wolfgang Höbel (Spiegel Plus) zählte Für immer hier zum Wettbewerbsbeitrag in Venedig, der am meisten Beifall verdient gehabt hätte. Es handle sich um „ein mitreißendes Politdrama“. Regisseur Walter Salles zeige „in altmodisch ruhigen, elegischen Einstellungen [...] den Alltag einer Familie aus der Oberschicht [...]“ und lasse „über sie das Unrecht eines Terrorregimes hereinbrechen“. Höbel bezeichnete die Leistung von Hauptdarstellerin Fernanda Torres als „anrührend“. „Die Gewalt bleibt [...] fast unsichtbar“, da die Handlung „konsequent aus der Sicht der Kinder und der Ehefrau“ erzählt werde.
Die Redaktion der deutschen Kultursendung ttt – titel, thesen, temperamente um Siham El-Maimouni pries den Film wie Höbel als den „mit Abstand“ besten Beitrag im Wettbewerb von Venedig. Es handle sich um „ein aufwühlendes Drama, das weh“ tue, „ohne dass explizit Gewalt gezeigt“ werde. Dennoch seien „Willkür und Terror der Diktatur permanent greifbar“. Das Werk weise über die Geschichte der Familie Paiva hinaus. Ainda estou aqui – I’m still here sei „ein fantastischer Film, der gerade durch seine Auslassungen die Ungewissheit und das Grauen spürbar“ mache. Er erzähle, „wie Diktaturen Menschenleben und Gesellschaften zerstören“ würden. Auch sei Salles’ Regiearbeit „ein Porträt einer liebenden Frau und Mutter, die zur Aktivistin wurde“.
Jan Küveler (Welt Online) zählte den Film gemeinsam mit Leurs enfants après eux, Queer und Stranger Eyes zu den Preis-Aspiranten von Venedig und räumte Hauptdarstellerin Torres Chancen auf den Gewinn des Darstellerpreises ein. Für immer hier sei „dringlicher, menschlicher, besser [...] als die meisten seiner Konkurrenten“ sowie „anrührend, brillant, politisch wichtig“.
Tim Caspar Boehme (die tageszeitung) bemerkte ähnlich wie Höbel, dass Salles „das Klima von ständiger Bedrohung fast wie ein Kammerspiel“ inszeniere. Der Film konzentriere „sich auf das Leben im repräsentativen Haus der Paivas am Strand von Rio, wo Eunice mit ihren fünf Kindern bemüht ist, diesen so viel Normalität zu ermöglichen wie die Umstände zulassen“.
Zum Kinostart erschien Barbara Schweizerhof von der österreichischen Die Presse der Erfolg des Films „unerwartet“. Für immer hier sei „ein Film der leisen Töne und subtilen Gesten […], frei von expliziter Gewaltdarstellung genauso wie frei vom Pathos des Widerstands“. Regisseur Salles inszeniere „eine Rekonstruktion der Ereignisse mit großem atmosphärischen Gespür“. Das Werk verneige sich vor Eunice Paiva, der Fernanda Torres „mit […] viel Nachdruck Gestalt“ verleihe. Gesicht und Haltung der Schauspielerin bleibe den Zuschauern „im direkten wie im übertragenen Sinn noch lang im Gedächtnis“.
Bert Rebhandl (Frankfurter Allgemeine Zeitung) pries Für immer hier als den großen „Film der Vergangenheitsbewältigung in Brasilien“. Regisseur Salles schlage „eine Brücke von der liberalen, städtischen Elite um 1970 in die Gegenwart der Olympischen Spiele 2014 [sic]“. Fernanda Torres’ Schauspielleistung sei großartig. Die Figur der Eunice werde „zur Stellvertreterin so vieler Frauen, die nicht nur in Brasilien, sondern auch in anderen lateinamerikanischen Ländern, in denen Militärdiktaturen ein häufiges politisches Phänomen waren, verzweifelt nach ‚Verschwundenen‘ (‚desaparecidos‘) suchten“.
Nach Philipp Bovermann (Süddeutsche Zeitung) zerfalle der Film in zwei Teile. Der erste gehöre der Figur von „Rubens Paiva, dem Licht, der Musik“. Der zweite Teil gehöre Eunice Paiva. Für immer hier sei Fernanda Torres’ Film. Ihre Figur strahle nach der Entlassung aus dem Gefängnis „eine Härte aus, die [...] zuvor unter der mütterlichen Wärme nur angedeutet“ wurde. Torres zeige dann „eine Frau, die spielt, um zu überleben“. Ihre schauspielerische Leistung sei gewaltig. Der Film erzähle aber auch „von der Macht rechter Militärs“, deren Geschichte bis in die Gegenwart reiche.

### Auszeichnungen
Für immer hier wurde in der Filmpreissaison 2024/25 für mehr als 100 internationale Film- und Festivalpreise nominiert, von denen das Werk 50 gewinnen konnte. Regisseur Walter Salles erhielt eine Einladung in den Wettbewerb um den Goldenen Löwen, den Hauptpreis des Filmfestivals von Venedig. Dort wurde das Werk von der Jury um die französische Schauspielerin Isabelle Huppert mit dem Drehbuchpreis ausgezeichnet. Weitere gewonnene Preise im Rahmen des Festivals waren der SIGNIS Award des Katholischen Weltverbands für Kommunikation und der Green Drop Award des italienischen Grünen Kreuzes.
Im September 2024 setzte sich Salles’ Regiearbeit einstimmig als brasilianischer Beitrag für die Kategorie Bester Internationaler Film der Oscarverleihung 2025 durch. Das Auswahlkomitee unter Leitung der brasilianischen Schauspielerin Bárbara Paz hatte Für immer hier den Vorzug vor Cidade; Campo, Levante von Lillah Halla, Motel Destino, Saudade fez Morada aqui Dentro von Haroldo Borges sowie Sem Coração von Nara Normande und Tião gegeben. Salles Regiearbeit gewann schließlich den Oscar. Es war der erste Sieg Brasiliens in dieser Kategorie nach vier vergeblichen Nominierungen. Weitere Oscar-Nominierungen erhielt Für immer hier in den Kategorien Bester Film und Fernanda Torres als Beste Hauptdarstellerin.
Bei der Verleihung der Golden Globe Awards 2025 gewann Torres den Preis in der Kategorie Beste Hauptdarstellerin – Drama, während Für immer hier in der Kategorie Bester fremdsprachiger Film gegenüber dem französischen Beitrag Emilia Pérez das Nachsehen hatte.
Eine Auswahl gewonnener Preise und Nominierungen im Überblick:
| Filmpreis/Institution (Auswahl)                               | Kategorie                                       | Resultat      | Preisträger / Nominierte                             |
| 1) Filmpreise                                                 | 1) Filmpreise                                   | 1) Filmpreise | 1) Filmpreise                                        |
| ------------------------------------------------------------- | ----------------------------------------------- | ------------- | ---------------------------------------------------- |
| Oscar (2025)                                                  | Bester Film                                     | Nominiert     | Maria Carlota Bruno, Rodrigo Teixeira                |
| Oscar (2025)                                                  | Bester internationaler Film                     | Gewonnen      | Brasilien                                            |
| Oscar (2025)                                                  | Beste Hauptdarstellerin                         | Nominiert     | Fernanda Torres                                      |
| Golden Globe Awards (2025)                                    | Bester fremdsprachiger Film                     | Nominiert     | Brasilien                                            |
| Golden Globe Awards (2025)                                    | Beste Hauptdarstellerin – Drama                 | Gewonnen      | Fernanda Torres                                      |
| BAFTA Awards (2025)                                           | Bester nicht-englischsprachiger Film            | Nominiert     | Walter Salles, Maria Carlota Bruno, Rodrigo Teixeira |
| Critics’ Choice Movie Awards (2025)                           | Bester fremdsprachiger Film                     | Nominiert     | k. A.                                                |
| Satellite Awards (2025)                                       | Bester fremdsprachiger Film                     | Nominiert     | Brasilien                                            |
| Satellite Awards (2025)                                       | Beste Hauptdarstellerin – Drama                 | Gewonnen      | Fernanda Torres                                      |
| Goya (2025)                                                   | Bester iberoamerikanischer Film                 | Gewonnen      | Brasilien                                            |
| Cinema for Peace (2025)                                       | Bester Spielfilm                                | Gewonnen      | Walter Salles                                        |
| Prêmio Arcanjo de Cultura (2024)                              | Prêmio Arcanjo – Kino                           | Gewonnen      | Walter Salles                                        |
| 2) Festivals                                                  |                                                 |               |                                                      |
| Venedig (2024)                                                | Goldener Löwe – Bester Film                     | Nominiert     | Walter Salles                                        |
| Venedig (2024)                                                | Goldene Osella – Bestes Drehbuch                | Gewonnen      | Heitor Lorega, Murilo Hauser                         |
| Venedig (2024)                                                | SIGNIS-Preis                                    | Gewonnen      | Walter Salles                                        |
| Venedig (2024)                                                | Green Drop Award                                | Gewonnen      | Walter Salles                                        |
| Miami (2024)                                                  | Publikumspreis                                  | Gewonnen      | Walter Salles                                        |
| Palm Springs (2025)                                           | FIPRESCI-Preis – Bester fremdsprachiger Film    | Gewonnen      | Walter Salles                                        |
| Philadelphia (2024)                                           | Publikumspreis – Lobende Erwähnung              | Gewonnen      | Walter Salles                                        |
| Rotterdam (2025)                                              | Publikumspreis – Bester Film                    | Gewonnen      | Walter Salles                                        |
| Santa Barbara (2025)                                          | Virtuoso Award                                  | Gewonnen      | Fernanda Torres                                      |
| São Paulo (2024)                                              | Bester brasilianischer Film                     | Gewonnen      | Walter Salles                                        |
| Vancouver (2024)                                              | Publikumspreis – Bester Film                    | Gewonnen      | Walter Salles                                        |
| Mill Valley (2024)                                            | Publikumspreis – Weltkino                       | Gewonnen      | Walter Salles                                        |
| Pingyao (2024)                                                | Crouching Tiger Hidden Dragon East - West Award | Gewonnen      | Walter Salles                                        |
| 3) Kritikervereinigungen                                      |                                                 |               |                                                      |
| Kansas City Film Critics Circle (2025)                        | Bester ausländischer Film                       | Nominiert     | k. A.                                                |
| London Critics’ Circle (2025)                                 | Bester fremdsprachiger Film                     | Nominiert     | k. A.                                                |
| Los Angeles Film Critics Association (2024)                   | Beste Hauptrolle                                | Nominiert     | Fernanda Torres                                      |
| National Board of Review (2024)                               | Bester fremdsprachiger Film – Top 5             | Gewonnen      | k. A.                                                |
| Online Film Critics Society (2025)                            | Bester nicht-englischsprachiger Film            | Nominiert     | k. A.                                                |
| Online Film Critics Society (2025)                            | Beste Hauptdarstellerin                         | Nominiert     | Fernanda Torres                                      |
| Associação Paulista dos Críticos de Arte (2024)               | Bester Film                                     | Gewonnen      | Walter Salles                                        |
| Associação Paulista dos Críticos de Arte (2024)               | Beste Darstellerin                              | Gewonnen      | Fernanda Torres                                      |
| Rio de Janeiro Film Critics Association (2024)                | Bester Film                                     | Gewonnen      | Walter Salles                                        |
| Associação dos Críticos de Cinema do Rio Grande do Sul (2024) | Bester brasilianischer Film                     | Gewonnen      | Walter Salles                                        |
| Ceará Film Critics Association (2024)                         | Bester brasilianischer Film                     | Gewonnen      | Walter Salles                                        |

| Anm: | 1. 2. |